# 布偶裝

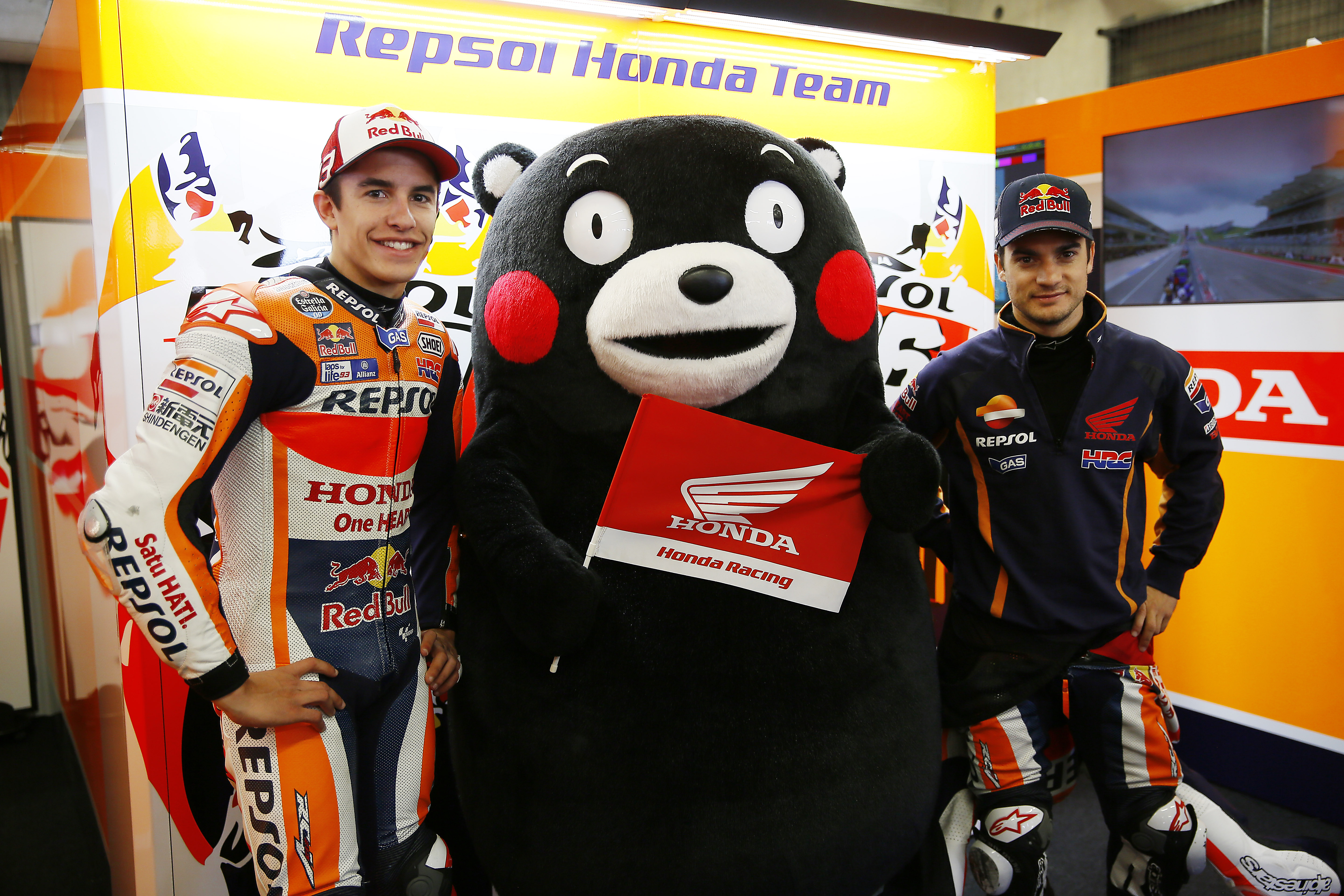
日本熊本縣的吉祥物：熊本熊的布偶裝

布偶裝，又称玩偶服和人偶服，是供人穿戴的大型服装，通常（但不总是）遮住表演者脸部，且通常代表一个非人类的角色，如吉祥物或卡通人物，他們通常會出現在運動會、漫展等大型公共場所。其范围包括主题公园的 "走动 "或 "见面 "角色，公司、学校或运动队的吉祥物，以及新奇的表演者。有些服装覆盖了表演者的脸部，特别是在主题公园的表演者。
布偶裝經常是吉祥物的實體化，透過可愛、卡通化的外表，在公眾場合與大眾互動，提升特定公司、團體、運動隊伍等組織的形象。